# Ryosuke Sagawa
Ryosuke Sagawa (佐川 亮介 Sagawa Ryosuke?, nacido el 17 de julio de 1993 en Tokio) es un futbolista japonés que juega como guardameta.
En 2016, Sagawa se unió al YSCC Yokohama de la J3 League.

## Trayectoria

### Clubes
| Club          | País  | Año    |
| ------------- | ----- | ------ |
| YSCC Yokohama | Japón | 2016 - |

## Estadística de carrera

### J. League
| Club          | Año   | J. League | J. League | Copa J. League | Copa J. League | Total | Total |
| Club          | Año   | Part.     | Goles     | Part.          | Goles          | Part. | Goles |
| ------------- | ----- | --------- | --------- | -------------- | -------------- | ----- | ----- |
| YSCC Yokohama | 2016  | 0         | 0         | -              | -              | 0     | 0     |
| YSCC Yokohama | 2017  | 0         | 0         | -              | -              | 0     | 0     |
| YSCC Yokohama | 2018  | 0         | 0         | -              | -              | 0     | 0     |
| YSCC Yokohama | 2019  | 16        | 0         | -              | -              | 16    | 0     |
| Total         | Total | 16        | 0         | 0              | 0              | 16    | 0     |